# Stuartfield
Stuartfield är en ort i Storbritannien.   Den ligger i kommunen Aberdeenshire och riksdelen Skottland, i den norra delen av landet, 700 km norr om huvudstaden London. Stuartfield ligger 52 meter över havet och antalet invånare är 649.
Terrängen runt Stuartfield är huvudsakligen platt. Stuartfield ligger nere i en dal. Runt Stuartfield är det ganska tätbefolkat, med 65 invånare per kvadratkilometer. Närmaste större samhälle är Peterhead, 14,8 km öster om Stuartfield. Trakten runt Stuartfield består i huvudsak av gräsmarker.